# 29159 Asakawa
29159 Asakawa è un asteroide della fascia principale. Scoperto nel 1989, presenta un'orbita caratterizzata da un semiasse maggiore pari a 2,392499 UA e da un'eccentricità di 0,064632, inclinata di 13,612581° rispetto all'eclittica. Ha un diametro di 6,751 km e un'albedo di 0,141.